# 心とsorry
「心とsorry」（こころとソーリー）はJeeptaの1枚目のシングル。

## 概要
渋谷O-nestでのライブ会場のみで販売されたシングル。現在は既に完売となった。1曲目の「心」はプランテックCS総合チャート（6月15日～6月21日集計）では11位、VMC TOP50チャートで7位（6月20日付）、USEN総合インディーズチャート14位（6月24日付）、Indiesmusic.comPV試聴アクセスランキング3位（6月22日付）、J-WAVE「TOKYO HOT 100」にて100位にチャートイン（6月28日放送）と、それぞれランクインされた。

### プロモーションビデオ
「心」のプロモーションビデオはメンバーと同世代の映像作家、柿本ケンサクが担当。激しい楽曲の世界観を、それに反した若者の焦燥感がひしひしと伝わる音と映像美をセピア色で基調とした内容になっている。

## 収録曲
1. 心
作詞・作曲：石井卓
2. sorry
作詞：石井卓　作曲：choro・石井卓